# 1. slovenská národní fotbalová liga 1970/1971
V soubojích 2. ročníku 1. slovenské národní fotbalové ligy 1970/71 (jedna ze skupin 3. nejvyšší soutěže) se utkalo 14 týmů dvoukolovým systémem podzim – jaro.

## Konečná tabulka
Zdroj: 
| Poř. | Tým                          | Z  | V  | R | P  | VG | OG | B  |
| ---- | ---------------------------- | -- | -- | - | -- | -- | -- | -- |
| 1.   | Strojárne Martin             | 26 | 18 | 6 | 2  | 55 | 20 | 42 |
| 2.   | Strojár Detva                | 26 | 16 | 2 | 8  | 57 | 29 | 34 |
| 3.   | Baník Prievidza              | 26 | 12 | 7 | 7  | 44 | 29 | 31 |
| 4.   | Slovan Bratislava „B“        | 26 | 11 | 8 | 7  | 34 | 29 | 30 |
| 5.   | Lokomotíva Vranov nad Topľou | 26 | 13 | 3 | 10 | 38 | 32 | 29 |
| 6.   | Baník Žiar nad Hronom        | 26 | 12 | 3 | 11 | 25 | 28 | 27 |
| 7.   | TJ Ružomberok                | 26 | 8  | 8 | 10 | 34 | 36 | 24 |
| 8.   | Dukla Nováky                 | 26 | 10 | 4 | 12 | 32 | 48 | 24 |
| 9.   | Gumárne Púchov               | 26 | 8  | 7 | 11 | 37 | 32 | 23 |
| 10.  | Baník Handlová               | 26 | 8  | 7 | 11 | 31 | 35 | 23 |
| 11.  | ZVL Kysucké Nové Mesto       | 26 | 8  | 7 | 11 | 24 | 31 | 23 |
| 12.  | Lokomotíva Spišská Nová Ves  | 26 | 10 | 3 | 13 | 29 | 44 | 23 |
| 13.  | Iskra Liptovský Mikuláš      | 26 | 7  | 5 | 14 | 22 | 41 | 19 |
| 14.  | Iskra Svit                   | 26 | 4  | 4 | 18 | 24 | 52 | 12 |

Poznámky
- Z = Odehrané zápasy; V = Vítězství; R = Remízy; P = Prohry; VG = Vstřelené góly; OG = Obdržené góly; B = Body

|  | postup do 2. ligy 1971/72 |
|  | sestup do Divize 1971/72  |